# Міліарисій

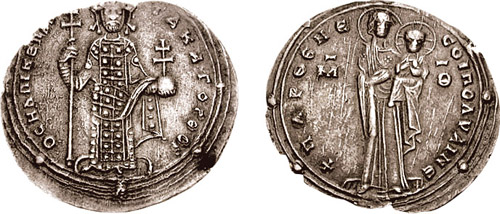
Міларензе Романа III Аргира, бл. 1030 р.

Міліарисій (лат. miliarisium, від лат. miliarensis — тисячний) — велика римська срібна монета.
Введена Костянтином I у 310–320 роках. Міліарисії були «важкі» — вартістю у 2 силікви (вагою 5.54 г) і «легкі» — вартістю у 1.75 силікви (4.55 г 1/72 римського фунта срібла). Діаметр монети — 23 мм.
Ім'я монети також використовувалося і для пізніших срібних карбованих монет вже у 7 ст.
Карбування міліарісію припинив у 1092 імператор Олексій I Комнін (1081―1118), після чого міліарісій став лише лічильною одиницею. Упродовж 10-11 ст. м. вагою близько 2,5-3 г завозилися з Візантії на землі Київської Русі і відігравали активну роль в обслуговуванні потреб грошового ринку. Метрологічно міліарісій був подібний до давньоруського срібляника.